# Зелене (Харків)
Зелене — колишній населений пункт (селище) Дергачівського району Харківської області, що до кінця 1970-х років розташовувався на околиці харківського Лісопарку поруч з нинішнім житловим масивом Нова Олексіївка Шевченківського району міста Харкова.
Мав вигляд малоповерхових будинків посеред дерев, де мешкали родини працівників лісництва.

## Історія
Початкова назва — Селище Харківського лісництва.
У 1960-х роках його перейменували на селище Зелене. Входило до складу Малоданилівської селищної ради Дергачівського району.
1974 року це невелике поселення приєднали до складу селища міського типу Мала Данилівка.
Після будівництва Олексіївського житлового масиву будинки селища були приєднані до Харкова.
Але на сучасних мапах і досі трапляється топонім «Зелене» на території Олексіївського житлового масиву Харкова (Нової Олексіївки).